# Graphis cincta
Graphis cincta är en lavart som först beskrevs av Christiaan Hendrik Persoon, och fick sitt nu gällande namn av Aptroot. Graphis cincta ingår i släktet Graphis och familjen Graphidaceae.   Inga underarter finns listade i Catalogue of Life.